# Antependium

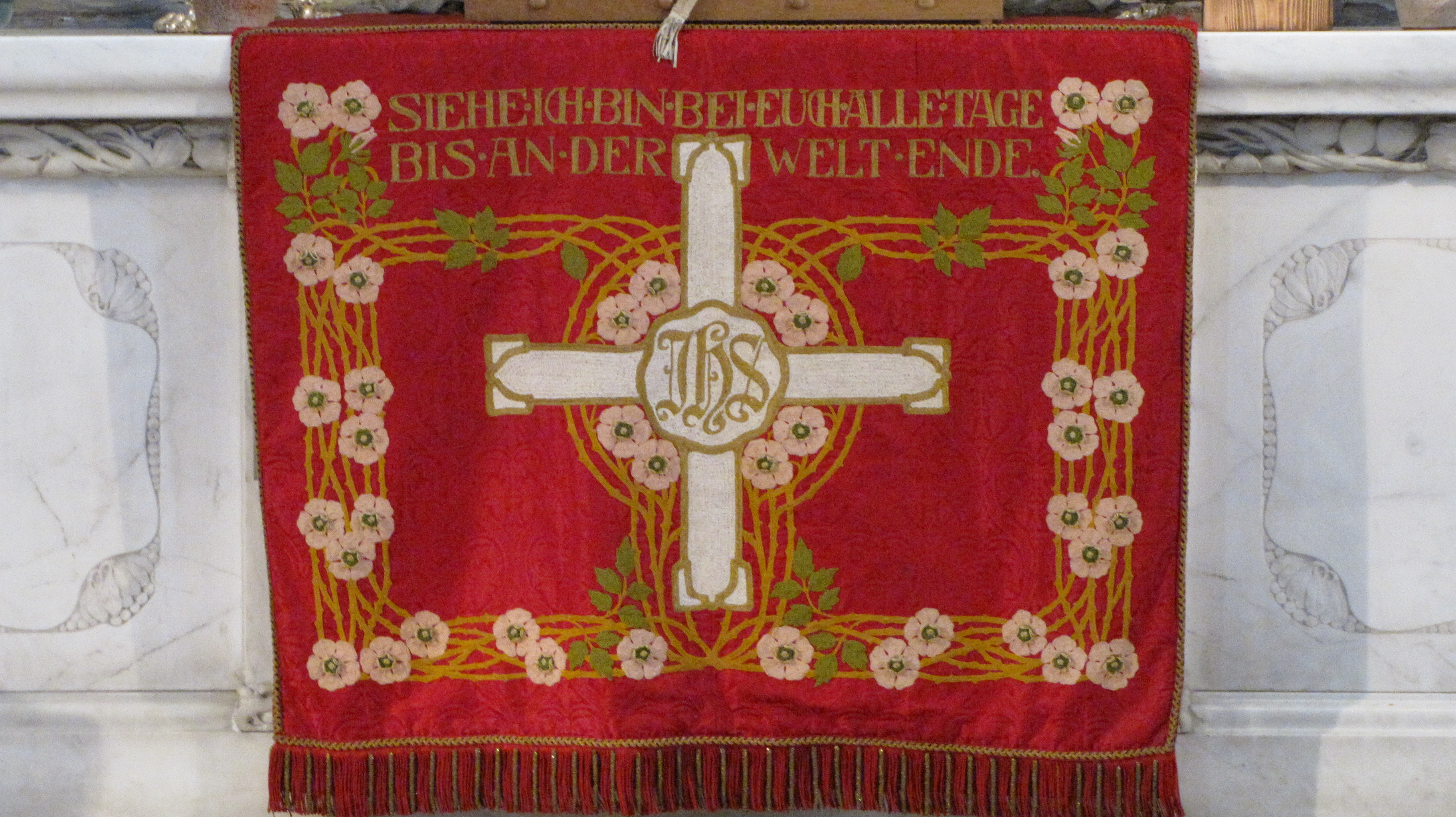
Rotes Jugendstil-Antependium der Dresdner Kreuzkirche

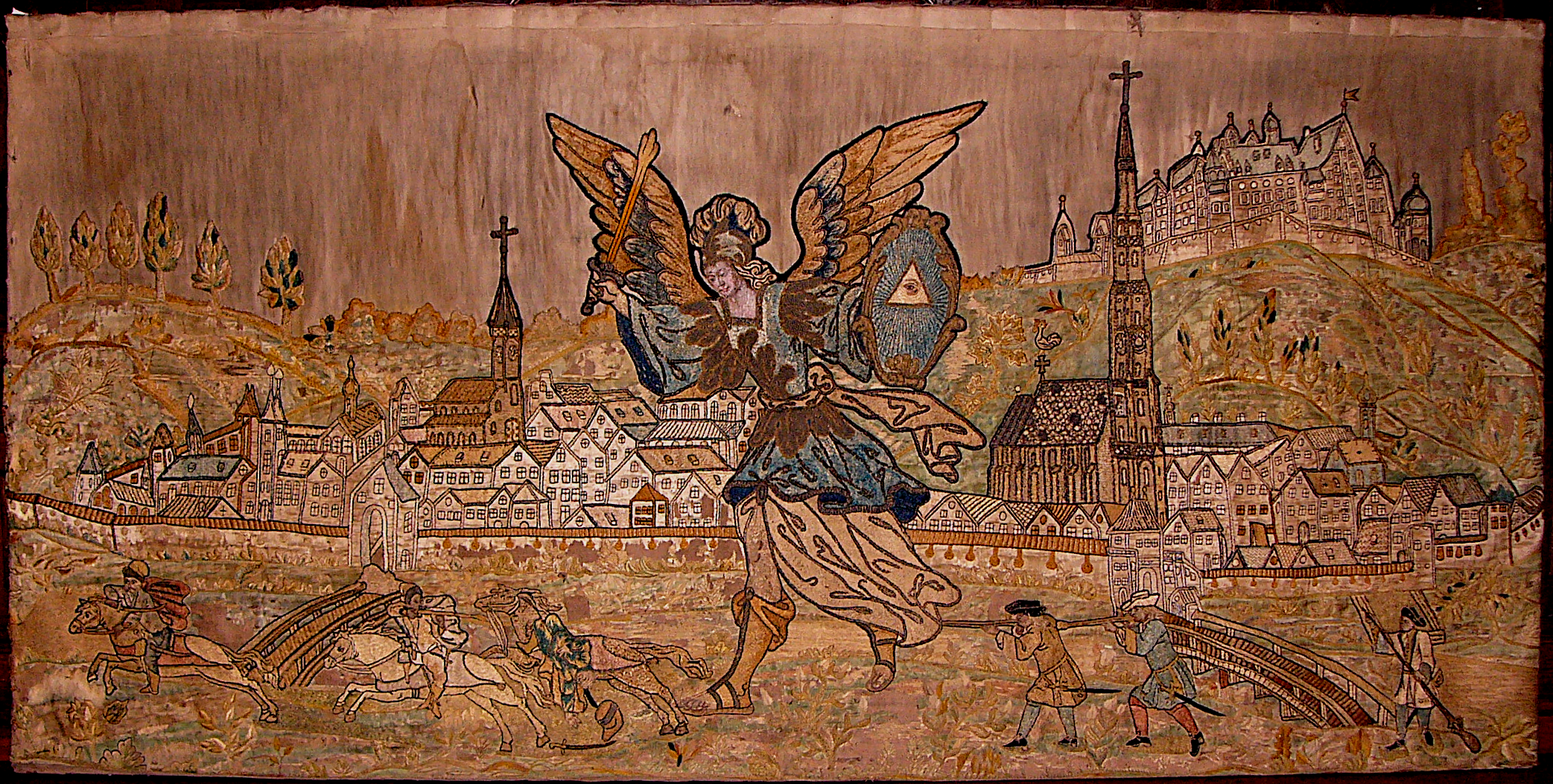
Antependium vom ehem. Schutzengelaltar in der Stiftskirche St. Martin in Landshut, Anfang 18. Jh., heute in der Schatzkammer. Das Bild zeigt die Stadt Landshut mit den Kirchen St. Jodok und St. Martin, sowie die Burg Trausnitz.

Das Antependium (von lateinisch ante „vor“ und pendere „hängen“) ist ursprünglich ein reich verzierter und bestickter Vorhang aus Stoff an der Vorderseite oder den Seiten des Stipes, des Unterbaus des Altares.
Antependien sind u. a. in der evangelischen, anglikanischen, alt-katholischen und römisch-katholischen Kirche in Gebrauch. Antependien dienen in der Regel als Altar- und als Kanzelbehang. Sie sind wie alle Paramente in den liturgischen Farben gehalten und meistens mit zur Kirchenjahreszeit passenden Symbolen versehen.
In den römisch-katholischen und autokephalen Kirchen des Antiochenischen Ritus ist ein Antependium am Altar vorgeschrieben, das traditionell und ganzjährig aus drei roten, bestickten Feldern mit grüner Einrahmung besteht.

## Geschichte
Gebräuchlich als Altarbehang sind diese Vorhänge seit dem 4. Jahrhundert. Sie wurden pallium oder vestus altaris (Altarkleid) genannt und umhüllten zum Teil alle Seiten des Altars. Die Bezeichnung Antependium kam erst im Spätmittelalter auf. Vor allem die Vorderseite – das frontale – war seit dem frühen Mittelalter oft kostbar mit Bildmotiven bestickt. Im Mittelalter ist der Altar von der Mensa (Altarplatte) bis zum Boden oft nicht mit Stoff, sondern mit Holz, Edelmetall oder Stein und auch an der Rückseite (Dorsale, französisch dossier) verkleidet, häufig auch mit Verzierungen geschmückt. Diese Verkleidung wird Antemensale genannt. Seit 1570 war in der römisch-katholischen Kirche ein Stoffbehang vorgeschrieben. Antependien waren faltenlos und wurden an Pflöckchen oder Haken befestigt oder waren am Altartuch angenäht.
Erhaltene Antependien von hohem künstlerischem Wert sind beispielsweise:
- Basler Antependium, um 1019; Paris, Musée national du Moyen Âge
- Parament von Narbonne, 1372–1378; Paris, Louvre
- Pala d’oro im Markusdom in Venedig
- Mechernicher Antependium